# Монмет (Іллінойс)
Монмет (англ. Monmouth) — місто (англ. city) в США, в окрузі Воррен штату Іллінойс. Населення — 8902 особи (2020).

## Географія
Монмет розташований за координатами 40°54′52″ пн. ш. 90°38′29″ зх. д. / 40.91444° пн. ш. 90.64139° зх. д. (40.914462, -90.641409).  За даними Бюро перепису населення США в 2010 році місто мало площу 10,95 км², з яких 10,90 км² — суходіл та 0,05 км² — водойми.

## Демографія
Згідно з переписом 2010 року, у місті мешкали 9444 особи в 3486 домогосподарствах у складі 2141 родини. Густота населення становила 862 особи/км².  Було 3792 помешкання (346/км²).
Расовий склад населення:
| - 85,7 % — білих - 2,9 % — чорних або афроамериканців - 0,7 % — азіатів - 0,3 % — корінних американців - 0,1 % — вихідців з тихоокеанських островів - 8,0 % — осіб інших рас |

До двох чи більше рас належало 2,3 %. Частка іспаномовних становила 14,4 % від усіх жителів.
За віковим діапазоном населення розподілялося таким чином: 23,3 % — особи молодші 18 років, 62,1 % — особи у віці 18—64 років, 14,6 % — особи у віці 65 років та старші. Медіана віку мешканця становила 33,1 року. На 100 осіб жіночої статі у місті припадало 93,1 чоловіків;  на 100 жінок у віці від 18 років та старших — 90,9 чоловіків також старших 18 років.
Середній дохід на одне домашнє господарство  становив 49 357 доларів США (медіана — 36 067), а середній дохід на одну сім'ю — 60 312 долари (медіана — 47 035). Медіана доходів становила 37 602 долари для чоловіків та 29 400 доларів для жінок. За межею бідності перебувало 20,9 % осіб, у тому числі 30,2 % дітей у віці до 18 років та 11,1 % осіб у віці 65 років та старших.
Цивільне працевлаштоване населення становило 4145 осіб. Основні галузі зайнятості: освіта, охорона здоров'я та соціальна допомога — 37,0 %, виробництво — 15,4 %, роздрібна торгівля — 10,3 %, мистецтво, розваги та відпочинок — 9,1 %.